# Agustín Venezia
Agustín Adrián Venezia (El Trébol, 5 luglio 2003) è un calciatore argentino, centrocampista del Dep. Iquique in prestito dal Talleres (C).

## Carriera
Cresciuto nel settore giovanile del Talleres (C), ha debuttato in prima squadra il 17 luglio 2021 nell'incontro di prima divisione argentina perso 3-2 contro il Newell's Old Boys; il 28 febbraio 2023 ha poi firmato il suo primo contratto professionistico con il club biancoblu. Rimane in rosa fino all'estate del 2024, giocando in totale 3 partite (tutte in campionato).
Il 31 luglio 2024 è stato ceduto in prestito nella prima divisione ecuadoriana al Deportivo Cuenca ed il 19 ottobre ha segnato il suo primo gol fra i professionisti nella partita di campionato pareggiata 1-1 contro il Mushuc Runa.
Il 5 agosto 2025 è passato in prestito al Dep. Iquique, nella prima divisione cilena.

## Statistiche

### Presenze e reti nei club
Statistiche aggiornate al 11 agosto 2025.
| Stagione                | Squadra                 | Campionato              | Campionato | Campionato | Coppe nazionali | Coppe nazionali | Coppe nazionali | Coppe continentali | Coppe continentali | Coppe continentali | Altre coppe | Altre coppe | Altre coppe | Totale | Totale | Totale |
| Stagione                | Squadra                 | Comp                    | Pres       | Reti       | Comp            | Pres            | Reti            | Comp               | Pres               | Reti               | Comp        | Pres        | Reti        | Pres   | Reti   |        |
| ----------------------- | ----------------------- | ----------------------- | ---------- | ---------- | --------------- | --------------- | --------------- | ------------------ | ------------------ | ------------------ | ----------- | ----------- | ----------- | ------ | ------ | ------ |
| 2021                    | Talleres (C)            | PD                      | 1          | 0          | CA+CdL          | 0               | 0               | CS                 | 0                  | 0                  | -           | -           | -           | 1      | 0      |        |
| 2022                    | Talleres (C)            | PD                      | 2          | 0          | CA+CdL          | 0               | 0               | CL                 | 0                  | 0                  | -           | -           | -           | 2      | 0      |        |
| 2023                    | Talleres (C)            | PD                      | 0          | 0          | CA+CdL          | 0               | 0               | -                  | -                  | -                  | -           | -           | -           | 0      | 0      |        |
| gen.-lug.2024           | Talleres (C)            | PD                      | 0          | 0          | CA+CdL          | 0               | 0               | CL                 | 0                  | 0                  | -           | -           | -           | 0      | 0      |        |
| Totale Talleres         | Totale Talleres         | Totale Talleres         | 3          | 0          |                 | 0               | 0               |                    | -                  | -                  |             | 0           | 0           | 3      | 0      |        |
| lug.-dic.2024           | Deportivo Cuenca        | A                       | 11         | 1          | CE              | 1               | 0               | -                  | -                  | -                  | -           | -           | -           | 12     | 1      |        |
| 2025                    | Deportivo Cuenca        | A                       | 13         | 2          | CE              | 0               | 0               | -                  | -                  | -                  | -           | -           | -           | 13     | 2      |        |
| Totale Deportivo Cuenca | Totale Deportivo Cuenca | Totale Deportivo Cuenca | 24         | 3          |                 | 1               | 0               |                    | -                  | -                  |             | -           | -           | 25     | 3      |        |
| 2025                    | Dep. Iquique            | PD                      | 1          | 0          | CC              | 0               | 0               | -                  | -                  | -                  | -           | -           | -           | 1      | 0      |        |
| Totale carriera         | Totale carriera         | Totale carriera         | 28         | 3          |                 | 1               | 0               |                    | 0                  | 0                  |             | -           | -           | 29     | 3      |        |